# James Wood (compositeur)
Pour les articles homonymes, voir Wood et James Wood.
Ne doit pas être confondu avec James Woods.
James Wood est un compositeur, percussionniste et chef d'orchestre britannique né le 27 mai 1953 à Barton (Cambridgeshire).

## Biographie
James Wood a étudié l'orgue à Cambridge. Il a également étudié à la Royal Academy of Music, et a suivi des cours de composition avec Nadia Boulanger à Paris. Il est également connu pour ses interprétations de musique de la Renaissance. Il a été professeur de percussion des Internationale Ferienkurse für Neue Musik à Darmstadt à partir de 1982. Il est directeur du New London Chamber Choir, du Centre pour la musique microtonale de Londres et du Festival de musique microtonale du Barbican Centre. Il est le chef d'orchestre de l'Orchestre symphonique de la BBC, du London Sinfonietta et des BBC Singers.
Il a enregistré quatre master-classes pour la BBC ainsi que Stoicheia, Ho shang LJC, Rogosanti, Incantamenta, Spirit Festival with Lamentations, pour le label Wergo. Il a reçu des commandes du Quatuor Arditti, des King's Singers, du Phoenix Electric  et de l'Internationales Musikinstitut Darmstadt (de). Ses compositions sont notamment jouées aux Proms et au festival de la Société internationale pour la musique contemporaine à Zurich. En 1993, il a reçu le Gemini Fellowship pour la composition.

## Discographie
- Carlo Gesualdo, Sacræ Cantiones Liber Secundus, Vocal Consort Berlin, dir. James Wood, HMC902123, Harmonia Mundi (2013).